# Maison de Béthune
Pour les articles homonymes, voir Familles de Béthune.
La maison de Béthune est une famille éteinte de la noblesse française, d'extraction féodale, originaire d'Artois. Elle n'est pas à confondre avec des familles homonymes de nos jours. Elle descendrait de Robert Ier de Béthune, dit Faisseux (vers 970 - vers 1038), bien que plusieurs auteurs aient exprimé des réserves à ce sujet. Sa filiation est suivie de manière plus assurée depuis Guillaume (III) de Béthune, mort vers 1243.
Cette famille a occupé un rang considérable dans la noblesse française et plusieurs de ses branches reçurent un titre ducal. Elle fut notamment illustrée par le grand ministre d'Henri IV, Maximilien de Béthune, duc de Sully. Elle a formé les branches de Sully, d'Orval, de Chabris-Selles et de Charost, toutes éteintes dont la dernière en 1833.

## Origine
La maison de Béthune tiendrait son nom de la ville de Béthune, en Artois.
Pour Henri Jougla de Morenas, si la maison féodale de Béthune, originaire d'Artois, à laquelle appartenait Conon de Béthune, un des chefs de la 4e croisade, remontait sa filiation à Robert Ier de Béthune, chevalier, vivant au début du XIe siècle, l'ascendance du ministre Sully n'était elle prouvée que depuis Guillaume (III) de Béthune, mort avant 1243, qui d'Isabelle de Pontrohart laissa Guillaume (IV) de Béthune, auteur des Béthune-Locres-(Sully) et des différentes branches de cette famille.
Les premiers Béthune (-Sully) étaient en effet seigneurs de Locres (Lokeren, province de Flandre-Orientale). Gustave Chaix d'Est-Ange émet les mêmes doutes que Jougla de Morenas : « Ce changement de nom [Locres en Béthune] coïncidant avec ce changement d’armoiries [celles des seigneurs primitifs de Béthune en celles de Béthune-Sully] a paru suspect à plusieurs historiens et on a pu se demander si Guillaume de Locres ou de Béthune, mari d’Isabelle de Pontrohart (+ 1278) et auteur de la maison de Béthune-Sully, appartenait bien à la famille des seigneurs primitifs de Béthune comme l’affirment les généalogistes ».
Il est toutefois aujourd'hui généralement admis que les Béthune-Locres-Sully sont bien des Béthune, la possession de Locres par Guillaume (III) († 1243) semblant cohérente avec les fiefs apportés par Mahaut/Mathilde de Termonde à son mari Guillaume II de Béthune, épousé vers 1200 : Termonde, Meulebeke/Molenbeek/Molbecq/Moerbeek (Moerbeke ?), Locres/Lokeren, et Guillaume (III) étant plausiblement un frère cadet de leur fils Robert VII : c'est la position adoptée par les sites Racines & Histoire et Medieval Lands.

## Maison féodale de Béthune
- Robert Ier de Béthune (vers 970 - vers 1038), dit « Faisseux, Fasciculus »[5], seigneur de Béthune, Richebourg, Carency, avoué de l’abbaye de Saint-Vaast d'Arras (→ il aurait un frère, Jean, avoué de St-Vaast d'Arras). Père de :
  - Robert II Fasciculus († vers 1067 ou peut-être en 1071 à Cassel), x une fille de Liétard II de Hénin ; (→ Robert aurait un frère puîné, Baudouin de Béthune, souche des sires de Carency ([3], p. 2 et 25-26 ; et [6], p. 126-129) ; le site MedLands ne commence la lignée des Béthune-Carency qu'à partir d'Elbert Ier, au début du XIIe siècle, qui pourrait être le fils de Baudouin ;
    - Robert III le Chauve († vers 1097/1101), seigneur de Béthune et Richebourg, avoué de St-Vaast d'Arras et de St-Bertin, régent de Flandre lors de la première Croisade
      - Robert IV le Gros (vers 1090 - 1128) x vers 1105 Alix, fille de Robert II de Péronne, dame de Warneton ; (→ ? Robert IV aurait un frère, Adam de Béthune, qui fonderait la branche de Bessan/Beth'san ([3], p. 17) : Beit Shean en Galilée ?)
        - Baudouin († vers 1113), sans postérité ;
        - Guillaume Ier († 1138) x vers 1129 Clémence d'Oisy († vers 1165), fille d'Hugues II d'Oisy châtelain de Cambrai
          - Robert V le Roux (vers 1130 - † 1191 à Saint-Jean-d'Acre), aussi seigneur de Warneton et de Choques, x Adélaïde, qu'on dit être de Campdavaine/Candavène et fille d'Hugues III comte de St-Pol, dont :
            - Robert VI († vers 1194) ;
            - Baudouin de Béthune († 1212), comte d'Aumale par son union en 1196 avec Havide/Hawise, fille de Guillaume le Gros comte d'Aumale et d'York ;
            - Elisabeth/Clémence x Baudouin châtelain de Bourbourg, de la famille de Bourbourg, † 1180 ;
            - Mathilde/Mahaut (vers 1155 - † 1220) x 1o Gauthier II, châtelain de Bourbourg, frère cadet de Baudouin : postérité, 2o Hugues de Houdain, et peut-être 3o Baudouin II de Comines aussi évoqué ci-dessous ;
            - Guillaume II (vers 1160 - vers 1214), qui suit ;
            - Conon de Béthune (vers 1160 - vers 1220), fils de Robert V de Béthune, trouvère et chevalier croisé en 1203, seigneur d'Andrinople, régent de l'empire de Constantinople à la mort de Pierre II de Courtenay ; père de Conon II et Baudouin d'Andrinople ;
            - Jean (III) de Béthune (mort en 1219), évêque de Cambrai de 1200 à 1219.

          - Mahaut/Mathilde x Evrard III Radoul de Mortagne, châtelain de Tournai ;
          - Adélie x Robert Ier de Monchicourt.

- Guillaume II de Béthune (vers 1160 - vers 1214) x Mathilde (1185-1224), dame de Termonde, Locres et Meulebe(e)ke/Molenbeek/Moerbeek (Moerbeke-Waas ?), d'où :
  - Daniel († vers 1227), sans postérité de sa femme Eustachie, fille du comte Gaucher III de Châtillon-St-Pol et d'Eustachie Candavène ;
  - Jean, comte de St-Pol par son mariage en 1228 avec la mère de sa belle-sœur Eustachie, Elisabeth Candavène ;
  - Adélaïde († 1253), x ~1215 Gaucher II de Nanteuil-la-Fosse († 1224) ;
  - Mahaut/Mathilde, x 1o Baudouin II de Comines († vers 1213/1218) — à moins que ce soit sa tante Mahaut ci-dessus qui épouse 3o Baudouin II de Comines ? —, 2o Geoffroi/Godefroi/Godfried III de Bréda († 1227), 3o son cousin Gilbert († 1239), fils de Gautier/Walter/Wouter IV van Zotteghem de Rassenghem et de Richilde de Mortagne-Tournai, elle-même fille d'Evrard Radoul III et Mahaut de Béthune ci-dessus, 4o ? Arnould IV van Diest († 1258),
  - Robert VII (vers 1200-† en 1248 croisé, en Sardaigne), aussi seigneur de Dendermonde, avoué de St-Vaast d'Arras et de St-Bavon de Gand, qui succède à son frère aîné Daniel vers 1227, x Elisabeth de Morialmé de Bailleul/ de Belœil, veuve de Nicolas Ier de Condé (du propriétaire († vers 1220/1230). Parents de :
    - Clémence († vers 1246), x ~1242 son cousin Godefroy/Godfried IV de Bréda, fils cadet de Geoffroi III et Mahaut de Béthune ci-dessus ; - Elisabeth, dame de Harponlieu (à Dourges ?), x 1o Jan van Steelant seigneur (ou avoué) d'Huysse et Wachtebeke, écoutète héréditaire d'Assenede, 2o Héllin V de Wavrin (Postérité de ces deux unions), et 3o Hugues III d'Antoing d'Epinoy,
    - Mahaut/Mathilde de Béthune († 1264), dame de Béthune, Termonde, Richebourg et Warneton, avouée d'Arras et de Gand, x 1246 Gui de Dampierre, comte de Flandre († 1305) : d'où la suite de ces seigneuries et du comté de Flandre, Henri IV en descend

  - Guillaume (III) (vers 1202 - août 1243), seigneur de Locres et Meulebeeke/Molembeke, auteur de la branche de Béthune-Locres-(Sully).

## Branche de Béthune-Locres
- Guillaume (III) de Béthune (vers 1202 - août 1243) seigneur de Locres et Meulebeeke/Molembeke, fils cadet de Guillaume II († 1214) et de Mathilde de Termonde ci-dessus, mari d'Elisabeth/Isabeau de Berghes (des châtelains de Bergues-St-Winoc), dame de Roesbrugge/Raebrugge alias Pont-Rohart/Pont-Rouwaert[7], fondatrice en 1234/1236, avec son mari Guillaume, de l'abbaye victorine Beata Maria Nova de Roesbrugge/Pontrohart (les religieuses sont connues comme Victorines ou filles de St-Victor[8],[9]). Parents de : - Gilles, † vers 1247 ; - Mathilde/Mahaut, dame de Meulebeeke et Roesbrugge, x 1o Jean II châtelain de Péronne et de Lille, † 1244, et 2o Robert II de Wavrin : Postérité ; - Jeanne, x Evrard Radoul V Van Peteghem, fils d'Evrard Radoul IV de Mortagne-Tournai, petit-fils de Baudouin, arrière-petit-fils de d'Evrard Radoul III ci-dessus (et d'une autre femme que Mahaut de Béthune sœur de Robert V) : Postérité ; et :
- Guillaume IV, † 1255, x Béatrix dame d'Hébuterne : Parents de - ? Jean de Béthune (x vers 1275 Jeannette fille de Raoul II de Coucy[10], ([3], p. 4 et 18-24) , mais on a aussi fait descendre cette branche de Baudouin de Béthune ci-dessus, † 1212, comte d'Aumale ([6], p. 91 et 142-149 ; et [3], p. 3) : les filiations semblent donc quelque peu incertaines…), et de :
- Guillaume V, sire de Locres et d'Hébuterne, † vers 1279, x Jeanne, fille Jean III de Nesle-Falvy-La Hérelle qui fut comte de Ponthieu par son 2e mariage, d'où :
- Guillaume VI (vers 1270-1340), x Marie de Roye de La Ferté-en-Ponthieu (-La Ferté-lès-Saint-Riquier) dame de Vendeuil, d'où :
  - Mathieu, sire de Locres et d'Hébuterne, † 1348, père de Marie qui épouse 1o Gautier V de Hondschoote, et 2o Philippe van Maldeghem ; et le frère de Mathieu,
  - Jean Ier de Béthune, sire de Vendeuil, † vers 1373/1378, x 1351 Jeanne de Coucy-Meaux, † 1363, fille d'Enguerrand vicomte de Meaux et de Marie de Vienne/de Vianden (fille de Philippe II de Vianden de Rumpst d'Escornaix), petite-fille d'Enguerrand V de Coucy, dame de Condé, La Ferté-Ancoul, Tresmes, Havrincourt, Autrêches, Ecornay en partie, vicomtesse de Meaux, d'où :
    - Robert VIII (vers 1352-1408), qui hérite de Vendeuil et des fiefs maternels sauf Autrèches, gouverneur d'Aire, Bray et St-Quentin, x 1368 Jeanne fille de Gaucher VII-III de Châtillon comte de Porcien : d'où Isabeau de Chaumont, † jeune, puis 2o Jeanne de Barbançon, enfin 3o vers 1395 Isabelle van Ghistelles, veuve d'Hugues de Melun vicomte de Gand et sire de Falvy, qui lui donne :
      - Jeanne de Béthune (1397-1450), dame de Condé, La Ferté-sous-Jouarre, Tresmes, Meaux, Vendeuil, x 1o vers 1409 son cousin Robert de Bar, comte de Marle et en partie de Soissons, sire d'Oisy, Dunkerque, Gravelines, Bourbourg, La Fère, St-Gobain, etc. : postérité, puis 2o 1418 Jean II de Luxembourg-St-Pol-Ligny ;
      - Jacqueline, x 1413 Raoul III d'Ailly de Picquigny vidame d'Amiens : Postérité,

    - Marie, dame d'Escornay, † vers 1400, x Eustache de Voudenay sire de Baye, du Baizil, Mareuil-en-Brie, Congy, vicomte d'Ostel (ces fiefs venaient des Brienne de Conflans (à Villeseneux) : l'héritière Jeanne de Conflans, fille d'Eustache de Conflans et d'Allemande Flote de Revel, était la mère d'Eustache de Voudenay), † 1392 sans postérité (Marie, veuve héritière de son mari lègue Mareuil, Baye, Congy, Le Baizil, Ostel, à son frère Jean II de Béthune) ;
    - Jeanne, † 1380, x Jean III de Roye d'Aunoy (d'Aulnay ?) : postérité
    - Jean II de Béthune (vers 1359-1415 à Azincourt), frère des précédents, sire d'Autrêches, d'Havrincourt et des Hauts-Bois d'Havrincourt, Baye, Mareuil-en-Brie, Congy et Toulon (Vert-Toulon ?), vicomte d'Ostel, x 1401 Isabeau, fille de Robert VII d'Estouteville : (pour la suite, généalogie plus détaillée à l'article Maximilien)
      - leur fils Robert IX (x 1450 Michelle, sœur de Robert, fille de Guillaume d'Estouteville de Torcy et de Jeanne dame d'Oudeauville/d'Ondeauville en Boulonnais, Novion en Ponthieu et Caumartin) a pour fils :
        - Robert X († 1511),
        - Jean III, † 1512, x vers 1480 Jeanne d'Anglure d'Etoges, fille de Marc-Antoine Saladin d'Anglure et Jeanne de Neuchâtel-Montaigu vicomtesse de Bligny ; parents de :
          - Alpin, † vers 1546, x 1509 Jeanne, fille de Jean-Baptiste Jouvenel des Ursins, † 1544 ; onomastique : saint Alpin de Châlons est réputé né à Baye : château de Baye ; parents de :
            - Jean IV, † 1554, x 1529 Anne dame de Rosny et de Villeneuve, fille d'Hugues de Melun d'Epinoy vicomte de Gand, d'où :
              - François (vers 1532-1575, x 1o 1557 Charlotte Dauvet, fille de Robert, parlementaire, président à la Chambre des Comptes, et d'Anne Briçonnet petite-fille du cardinal Guillaume : d'où Maximilien Ier de Béthune, duc de Sully, et son frère cadet Philippe, comte de Selles et marquis de Chabris.

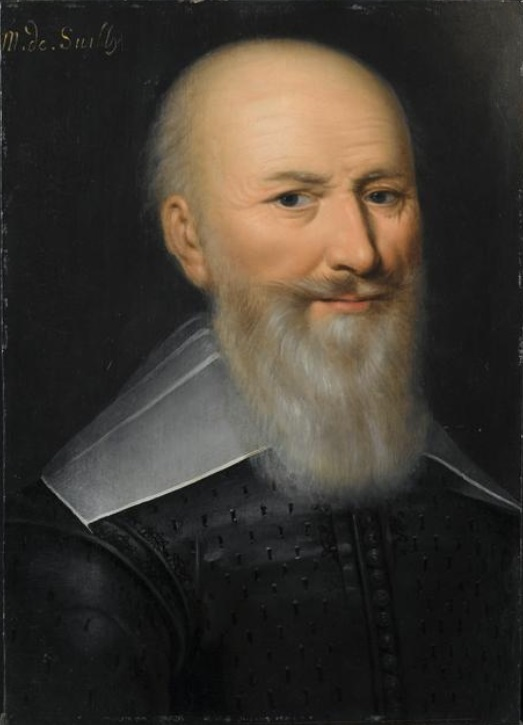
Maximilien de Béthune, duc de Sully, maréchal de France

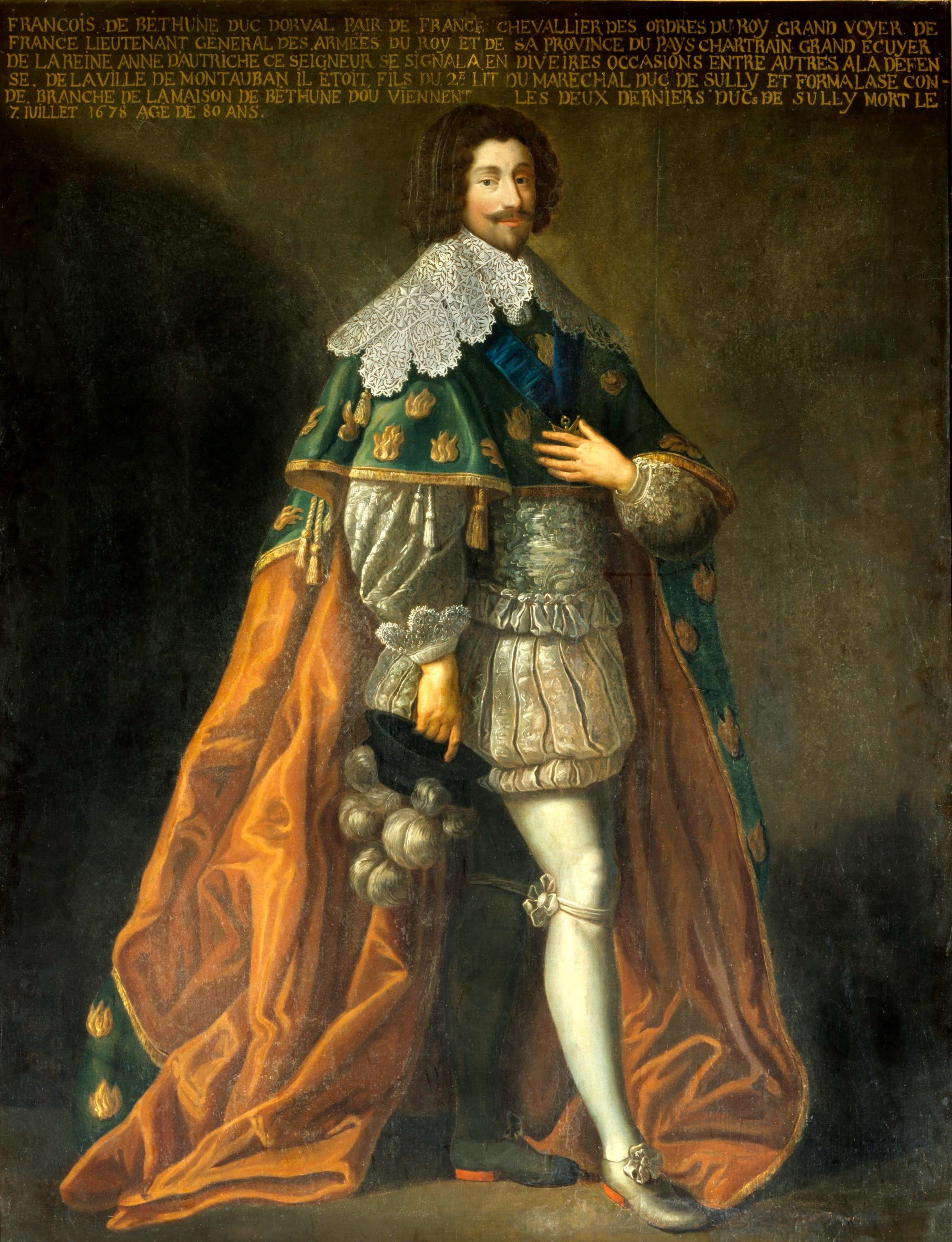
François de Béthune, duc d'Orval

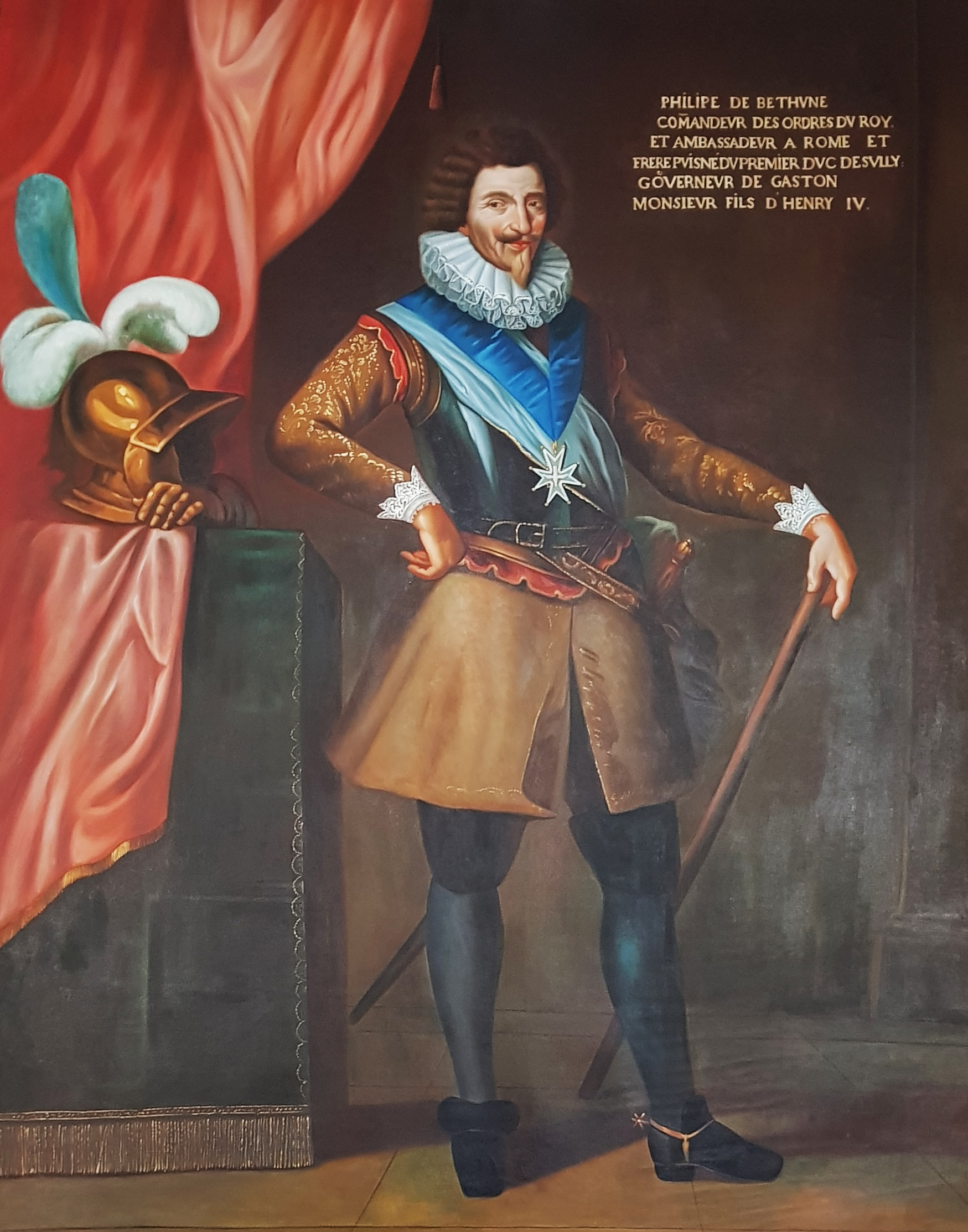
Philippe de Béthune, comte de Selles et marquis de Chabris, ambassadeur de France près le Saint-Siège

## Maison de Béthune-Sully
La maison de Béthune-Locres forma plusieurs branches :
- la branche des ducs de Sully (1606), princes d'Henrichemont et de Boisbelle (1597), marquis de Rosny, éteinte en 1761 ;
- celle des comtes d'Orval et ducs à brevet d'Orval (1652), duché érigé à Nogent-le-Rotrou et nommé d'après un fief berrichon, Orval, éteinte en 1807 ;
- celle des comtes et marquis de Béthune ;
- celle des marquis de Chabris et comtes de Selles, éteinte en 1833 en filiation légitime, et après 1923 en filiation naturelle ;
- celle des ducs de Chârost (1657) et ducs d'Ancenis (1747), éteinte en 1800.

### Branche aînée de Sully
- Maximilien Ier de Béthune (1559-1641), duc de Sully (1606), pair de France, grand maître de l'artillerie de France (1599), maréchal de France (1634), ministre d'Henri IV, plus connu sous le nom de Sully, dont :
  - Maximilien II de Béthune (1588-1634 prédécédé), marquis de Rosny et baron de Bontin, grand maître de l'artillerie de France (1610), surintendant des fortifications (1605-1620), dont :
    - Maximilien III François de Béthune, 2e duc de Sully, lieutenant général du roi en Dauphiné (1644), d'où les ducs de Sully de Maximilien IV (3e duc) à Maximilien VI (5e duc).

### Branche d'Orval
- François de Béthune (1598-1678), fils cadet du ministre Sully, duc d'Orval (à Nogent : voir à cet article), pair de France, lieutenant général des armées du roi (1652), grand-voyer de Paris (1616), surintendant des Bâtiments de France (1616), d'où les ducs de Sully de Maximilien VII (6e duc) à Maximilien X (8e et dernier duc ; Maximilien IX n'a pas été duc car prédécédé).

### Branche de Chabris
- Philippe de Béthune (vers 1566 - 1649), diplomate, frère du ministre Sully, dont :
  - Hippolyte de Béthune (1603-1665), dont :
    - Henri de Béthune (1632-1690), dont :
      - Louis de Béthune (1663-1734), comte de Chabris, lieutenant général des armées navales (1734), dont :
        - Armand Louis de Béthune (1711-1778), marquis de Chabris, chevalier du Saint-Esprit (1757), lieutenant général des armées du roi (1759), dont :
          - Armand-Louis de Béthune-Sully (1756-1833), dernier marquis de Chabris, dont :
            - Armand Maximilien Béthune (descendance naturelle), né au château de Chabris (Indre) le 23 septembre 1855, son petit-fils, dernier représentant de la maison de Béthune.

    - Armand de Béthune (1635-1703), évêque du Puy-en-Velay (1661-1703) ;
    - François Gaston de Béthune (1638-1692), diplomate, ambassadeur en Bavière, Pologne, Suède ; épouse Louise Marie de La Grange d'Arquien, sœur ainée de la reine de Pologne Marie-Casimire, épouse de Jean III Sobieski ; sa fille Jeanne (1672-1744), née à Varsovie, épouse Jean Stanislas Jablonowski, oncle maternel de Stanislas Leszczynski ; meurt à Stockholm, dont :
      - Louis Marie Victor de Béthune (1670-1744), comte de Selles, maréchal de camp (1734), grand-chambellan à Lunéville de Stanislas Leszczynski, roi de Pologne, duc de Lorraine et de Bar ;

    - Hippolyte de Béthune (1643-1720), évêque de Verdun (1681-1720]) ;

  - Henri de Béthune (1604-1680), évêque de Bayonne, de Maillezais (1630-1646), archevêque de Bordeaux (1646-1680) ;
  - Louis de Béthune-Chârost (1605-1681), comte puis duc de Chârost (1672), mestre de camp du régiment de Sarrieu, qui suit.

### Branche de Charost
- Louis de Béthune-Chârost (1605-1681), comte puis duc de Chârost (1672), mestre de camp du régiment de Sarrieu ;
- François Joseph de Béthune (1719-1739), marquis d'Ancenis, puis duc de Charost et pair de France, capitaine des gardes du corps du roi ;
- Armand Joseph de Béthune (1738-1800), 5e duc de Charost, pair de France, lieutenant général (1792), maire du 10e arrondissement de Paris en 1799.

## Descendance naturelle
Il subsista jusque vers 1925-1930 une descendance naturelle de la branche de Chabris, représentée par Armand-Maximilien Béthune, né le 23 septembre 1855 à Chabris (Indre), fils d'Anne Louis Maximilien Constant Béthune, né à Paris le 2 février 1802, décédé le 17 juillet 1874 au château de Chabris, qui était lui-même le fils naturel reconnu d'Armand Louis de Béthune, marquis de Chabris (1756-1833). Ce dernier descendant de la maison de Béthune épousa en premières noces à Paris, le 6 avril 1905 Mélanie Marie Thérèse Allain-Cavan, veuve en premières noces de Villalon et en secondes noces de Claude Aloys, comte de Bréqueville, morte le 7 décembre 1916. Il épousa en secondes noces le 19 juin 1918 aux Mesnuls Amélie-Georgette Ehrler (1853-1924, veuve en 1904 de Georges-Lucien Soyer, dont postérité), propriétaire du château des Mesnuls à Montfort-l'Amaury, et fille du célèbre carrossier du Second Empire,. Cette dernière demanda quelque temps après le mariage son annulation, sur le motif qu'en épousant son conjoint, elle pensait épouser un membre d'une famille noble, alors qu'il n'était qu'un enfant naturel adultérin. Le motif ne fut pas retenu par les tribunaux.
La famille de Béthune de Saint-Venant, dite de Béthune-Sully (branche cadette des Béthune des Planques-Hesdigneul), intenta en 1912 à Armand Maximilien Béthune un procès afin de lui interdire de prendre le nom de Béthune-Sully. Elle fut déboutée en première instance de sa demande, et cette décision fut confirmée par jugement de la 5e chambre du tribunal civil de la Seine du 26 avril 1912, et le défendeur confirmé dans son droit à porter le nom de Béthune-Sully comme issu d'une filiation naturelle reconnue de la famille de Béthune,. Cependant, par arrêt de la Cour d'Appel de Paris du 24 décembre 1913, il lui fut interdit de porter la particule "de" avant Béthune, et également le nom de "Béthune-Sully", jugement confirmé par la Cour de cassation en date du 6 mars 1923,.

## Armes

D'azur à cinq bandes d'or (anciennes)
D'argent à la fasce de gueules (modernes)
Blason de Philippe de Béthune (1566-1649)